# Wilfried Cretskens
Wilfried Cretskens  (né le 10 juillet 1976 à Herck-la-Ville) est un coureur cycliste belge, professionnel de 1998 à 2011.

## Biographie
Il a pris part à deux éditions du Tour de France (2005 et 2006), mais fut contraint à l'abandon avant l'arrivée sur les Champs-Élysées : à la 15e étape en 2005 et à la 11e étape en 2006.
Il signe son principal succès sur le Tour du Qatar 2007 où il termine premier du classement général final. Cette victoire se dessina lors de la cinquième des six étapes de l'épreuve lors d'une échappée de dix coureurs qui franchit la ligne d'arrivée avec trois minutes d'avance sur le peloton. 
Parmi ses autres victoires, la Flèche namuroise 1999. En 2010, il ne prend pas le départ de Paris-Roubaix, car il a perdu sa sœur dans la nuit qui précédait le départ.
Fin avril 2011, il retrouve une équipe en étant recruté par Donckers Koffie-Jelly Belly.
Il met un terme à sa carrière le 24 février 2012.

## Palmarès et résultats

### Palmarès amateur
- 1993
  - Tour des Flandres juniors
  - 2e du Circuit Mandel-Lys-Escaut juniors
- 1994
  - 3eb étape de la Ster van Zuid-Limburg
  - 2e du Tour du Basse-Gaulaine
- 1997
  - Classement général du Tour du Limbourg amateurs
  - 4e et 6e étapes du Tour de Lleida

### Palmarès professionnel
- 1999
  - Flèche namuroise
  - 6e étape du Circuit des mines
  - 3e de la Nokere Koerse
- 2003
  - Grand Prix Briek Schotte
- 2004
  - Grand Prix Briek Schotte
- 2007
  - Tour du Qatar :
    - Classement général
    - 1re étape (contre-la-montre par équipes)
- 2008
  - 1re étape du Tour du Qatar (contre-la-montre par équipes)

### Résultats sur les grands tours

#### Tour de France
2 participations
- 2005 : abandon (15e étape)
- 2006 : abandon (11e étape)

#### Tour d'Espagne
1 participation
- 2001 : 116e